# Museo de cerámica

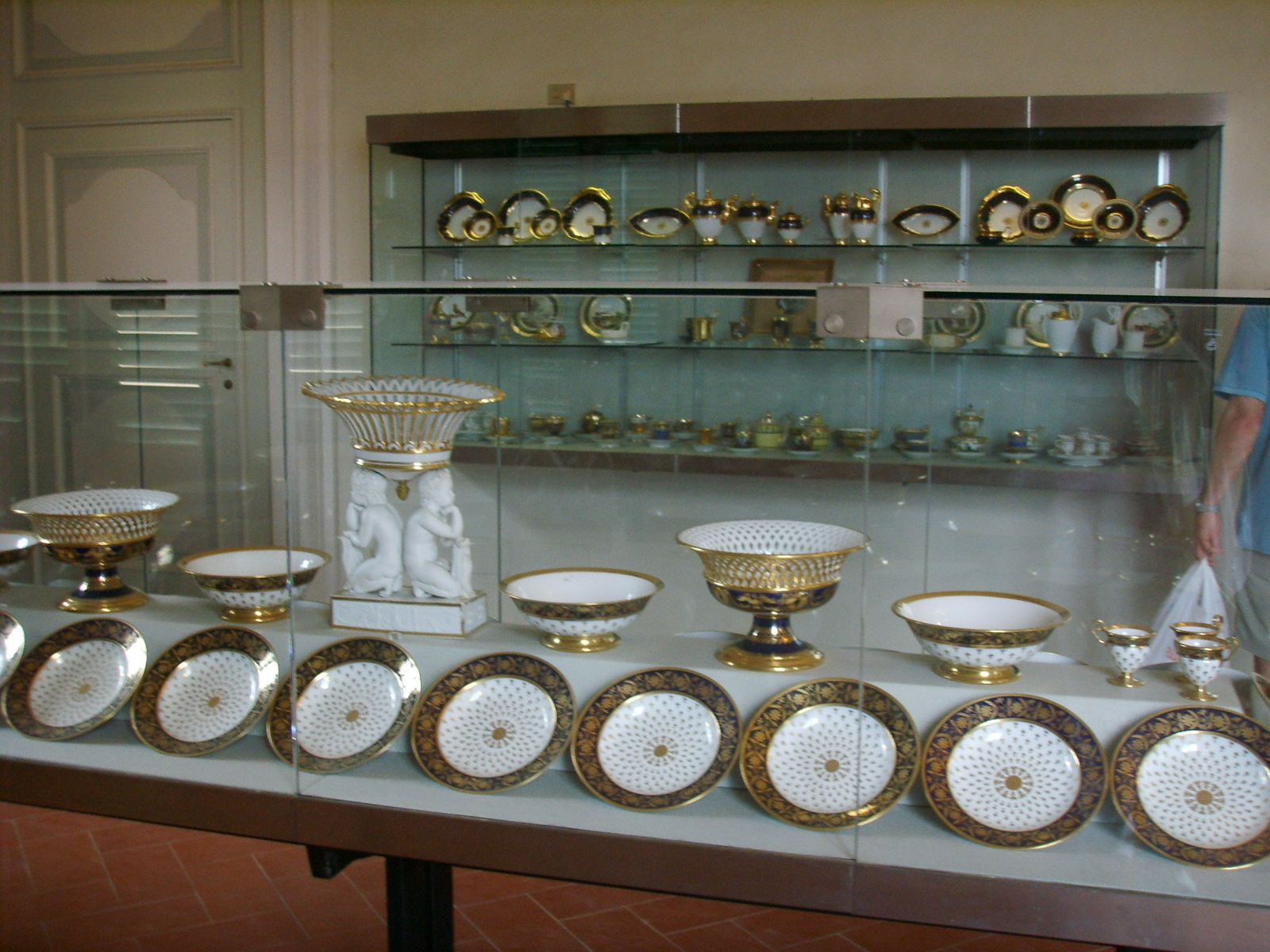
Un servicio de cena de Sèvres en exhibición en el Museo delle porcellane di Firenze.

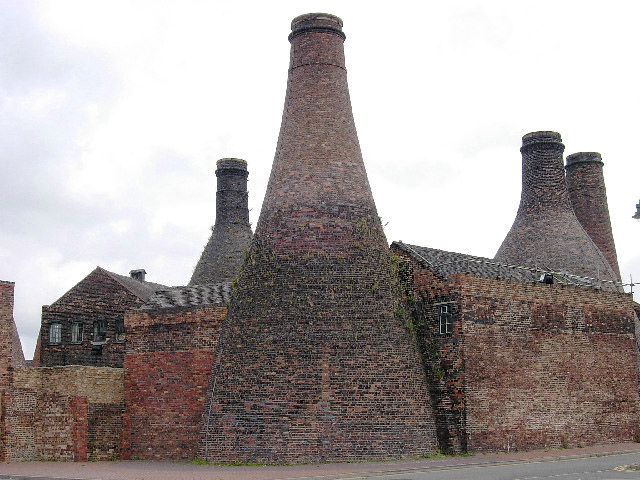
El Museo de Cerámica Gladstone.

Un museo de cerámica es un museo dedicado total o principalmente a la cerámica, generalmente el arte cerámico. Sus colecciones también pueden incluir vidrio y esmalte, pero generalmente se concentran en cerámica, incluida la porcelana. La mayoría de las colecciones nacionales se encuentran en un museo más general que abarca todas las artes, o solo las artes decorativas. Sin embargo, hay una serie de museos especializados en cerámica, algunos centrados en la cerámica de un solo país, región o fabricante. Otros tienen colecciones internacionales, que pueden estar centradas en cerámica de Europa, Asia Oriental o tener un énfasis más global. 
Las colecciones de cerámica más importantes en museos generales incluyen el Museo del Palacio, Beijing, con 340 000 piezas, y el Museo del Palacio Nacional en la ciudad de Taipéi, Taiwán (25 000 piezas); ambos se derivan principalmente de la colección imperial china, y son casi en su totalidad piezas de China. En Londres, el Museo Victoria and Albert (más de 75 000 piezas, principalmente después del año 1400) y el Museo Británico (principalmente antes del año 1400) tienen colecciones internacionales muy fuertes. El Metropolitan Museum of Art en Nueva York y la Freer Gallery of Art en Washington D.C. (12 000, todos de Asia oriental ) tienen quizás la mejor de las muchas colecciones finas en los museos de las grandes ciudades de los Estados Unidos. El Corning Museum of Glass, en Corning, Nueva York, tiene más de 45 000 objetos de vidrio. 

## Museos especializados

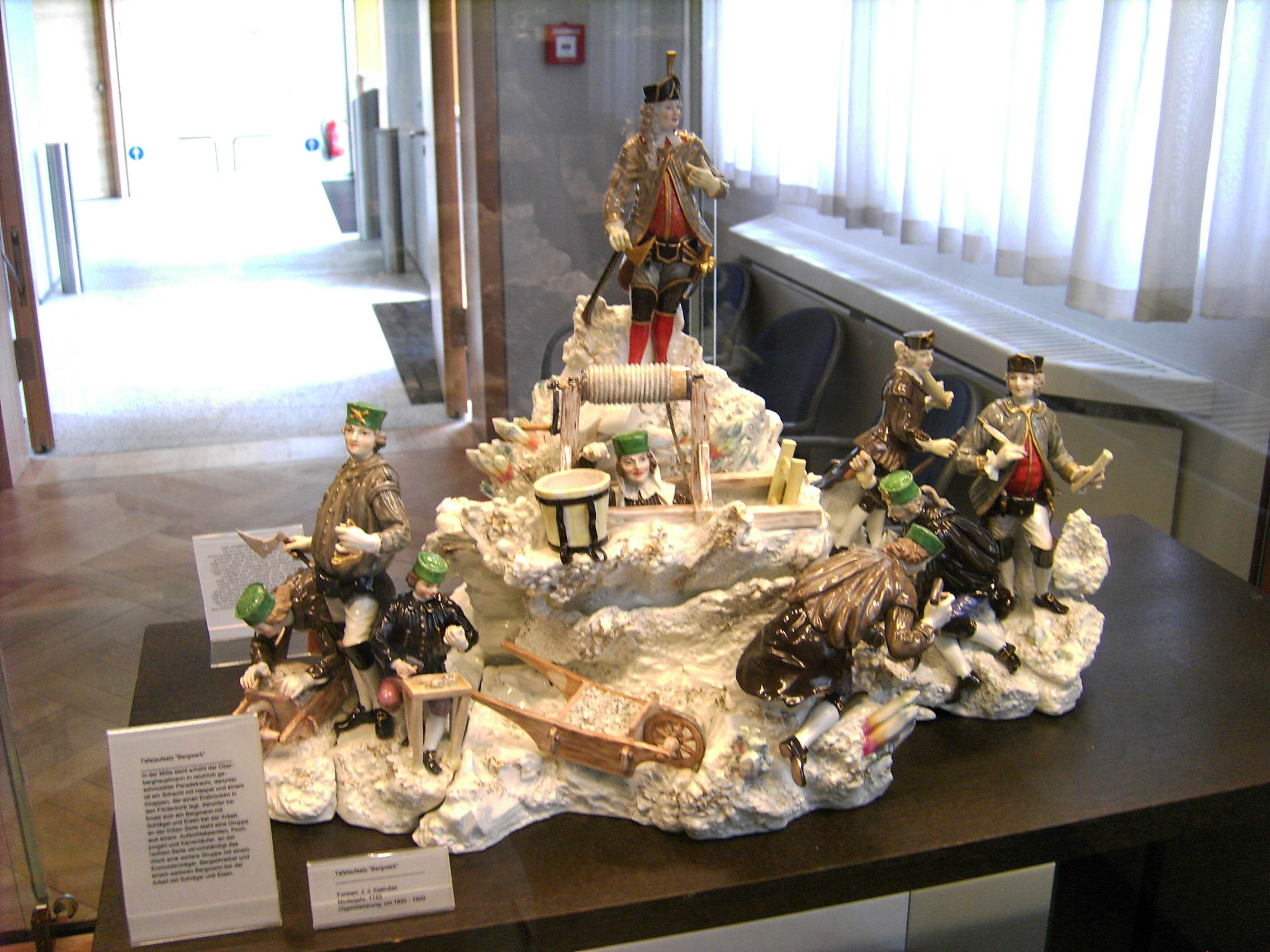
Mineros de porcelana en el Museo de Porcelana de Meissen

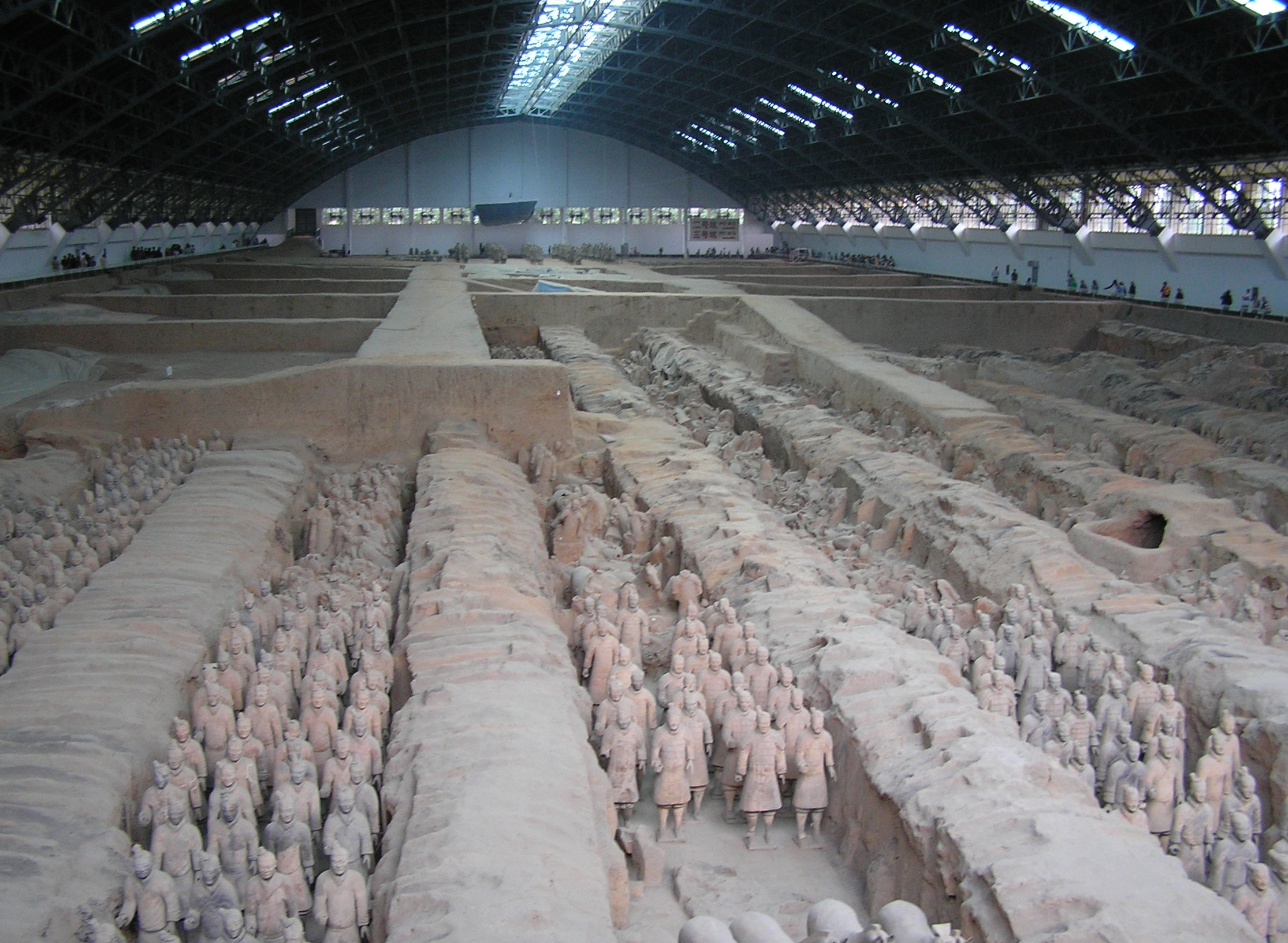
El ejército de terracota en exhibición; Vista desde la galería del visitante.

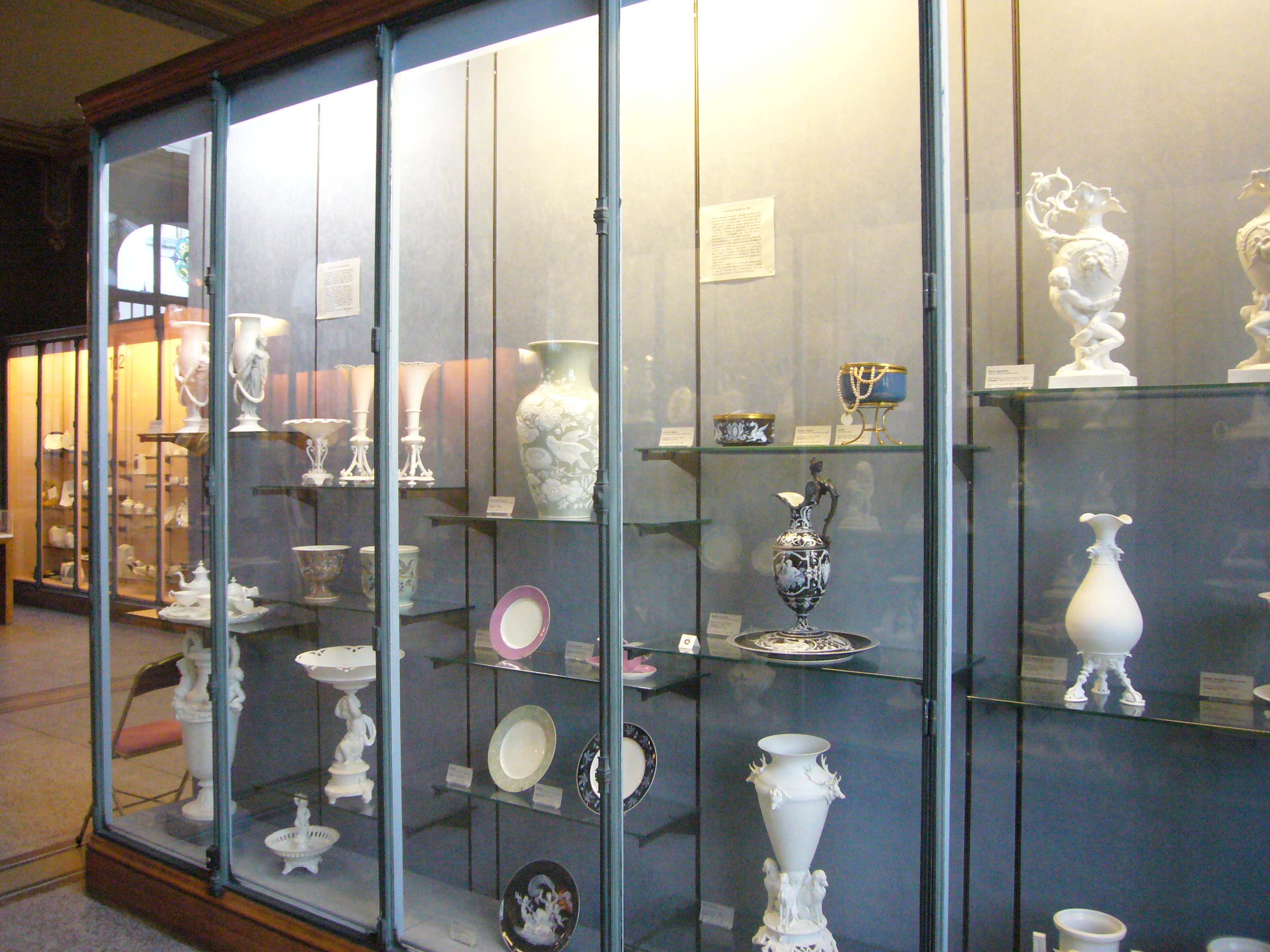
El Museo nacional de porcelana Adrien Dubouché en Limoges se concentra en la porcelana local de Limoges.

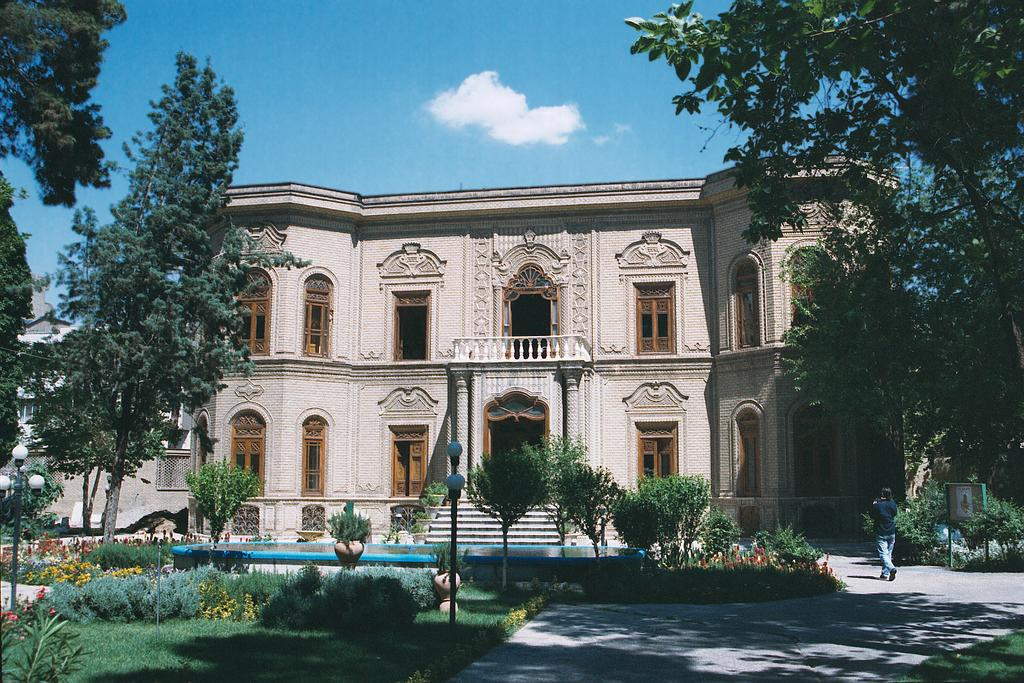
El edificio del (anteriormente la embajada egipcia) del Museo de Cristalería y Cerámica de Irán de Teherán.

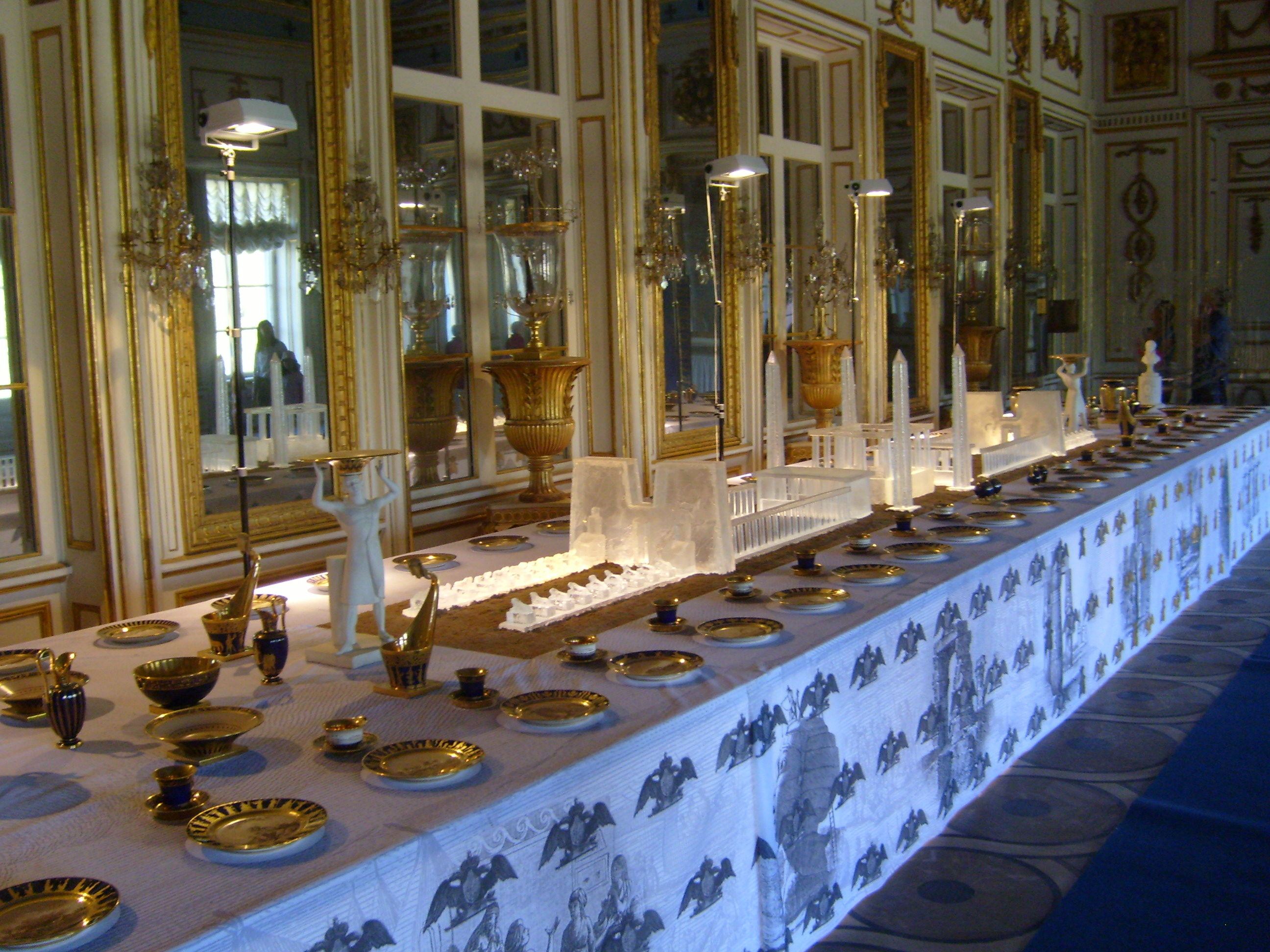
El Museo Estatal de Cerámica, Moscú: un servicio de cena presentado por Napoleón a Alejandro I de Rusia al firmar los Tratados de Tilsit.

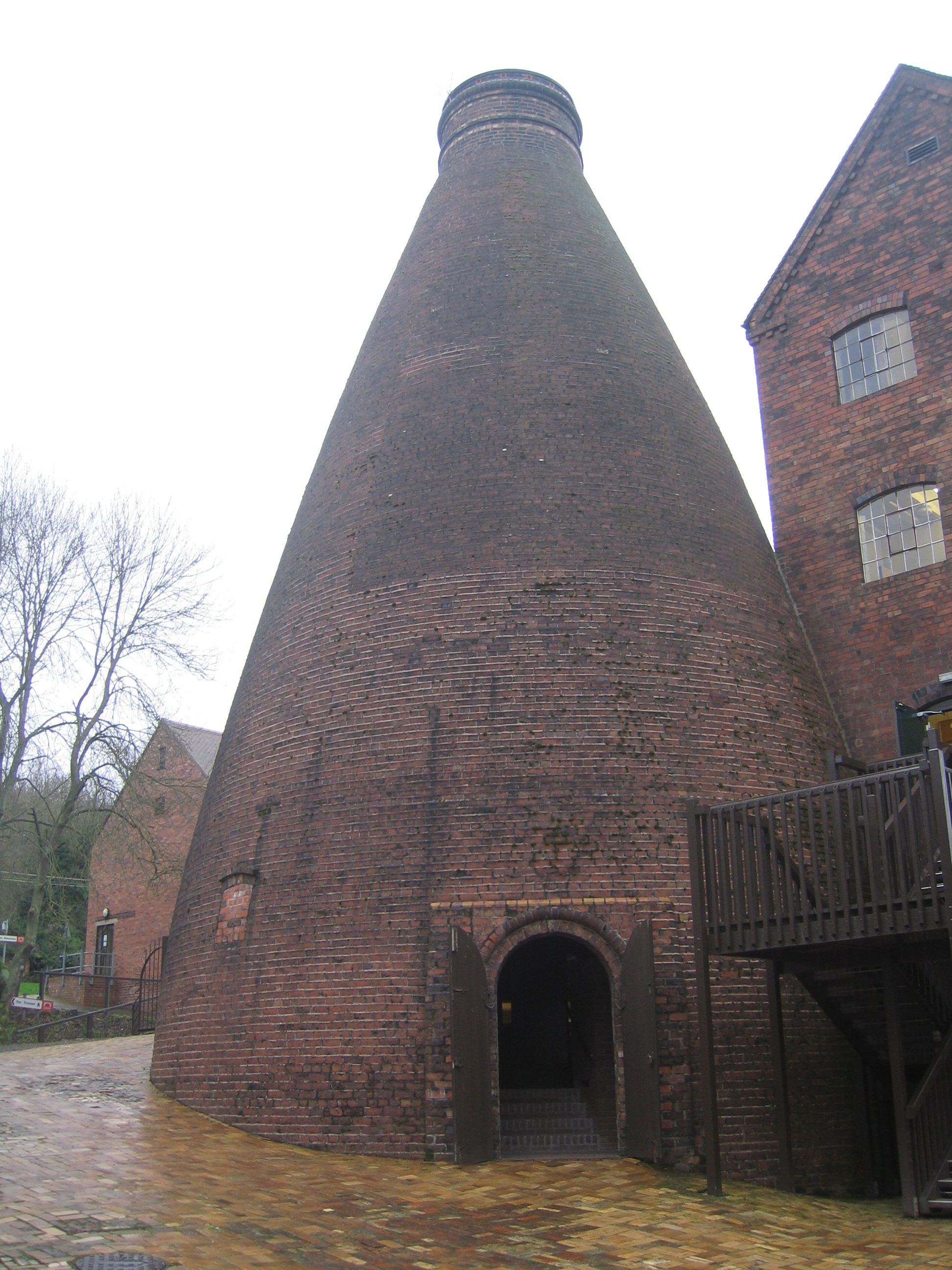
Un horno de botellas en el Museo Coalport de China.

Muchos de los fabricantes históricos de cerámica tienen museos en sus fábricas o muy cerca de ellas, a veces son propiedad de la empresa, o instituciones independientes. Entre las más importantes, con grandes colecciones, cubiertas en los artículos sobre la preocupación, están: porcelana Meissen, Fábrica de porcelana de Nymphenburg, porcelana Doccia, Royal Worcester, Wedgwood (ahora independiente), Royal Crown Derby y Herend Porcelana. 
Algunos otros museos especializados en cerámica son (el número de piezas es aproximado): 

### En Australia
- Museo nacional de Cerámica australiana, Holbrook, Del Nuevo Sur de Gales – cerámica doméstica australiana, 1500 piezas.[6]

### En Bélgica
- Musée de la Céramique, Andenne, Valonia: te cuenta todo sobre la famosa cerámica de la ciudad de Andenne.[7]

### En Brasil
- Museu A CASA, São Paulo, São Paulo.
- Oficina de Cerámica Francisco Brennand, Recife, Pernambuco. 2000 piezas.
- Museu Udo Knoff de Azulejaria e Cerâmica, Salvador, Bahía.[8] 1200 piezas.

### En Canadá
- Museo Gardiner, Toronto, con 3000 piezas.[9]
- Medalta en el histórico distrito de arcilla, Medicine Hat, Alberta, 53 000.[10]

### En China
- Museo de porcelana antigua de Mumingtang, Beijing.[11]
- Museo de cerámica pintada antigua de Liuwan, 38,000 hallazgos arqueológicos chinos.
- El ejército de terracota está en exhibición donde fueron descubiertos cerca de Xi'an.
- FLICAM, cerca de Xi'an, es un museo de cerámica contemporánea internacional.
- Museo de Cerámica Yixing, 30,000 piezas, principalmente del área de Yixing.[12]

### En la República Checa
- Museo de porcelana checa, Praga.

### En Dinamarca
- ARCILLA Keramikmuseum Danmark, Grimmerhus, Kongebrovej 42, DK-5500 Middelfart.

### En Francia[13]
- Sèvres - Cité de la céramique, 50 000 piezas, 5000 de porcelana Sèvres y cerámica contemporánea
- Musée de la Ceramique, Rouen, 5000 piezas, 900 exhibidas, principalmente loza local.[14]
- Musée nationale de la porcelaine Adrien Dubouché, Limoges, 15 000 piezas, principalmente porcelana de Limoges y también piezas raras de Böttger.[15][16]
- Las extensas excavaciones arqueológicas en La Graufesenque, uno de los principales centros de producción de cerámica romana antigua, están abiertas al público con un museo sobre las cerámicas.
- Musée Départemental de la Céramique, Lezoux.
- Musée de la Céramique de Desvres, Desvres.

### En Alemania
- Cerámica Waechtersbach en Brachttal, Hesse.
- Museo Zwinger - Porzellansammlung, o colección de porcelana, en el Museo Zwinger en Dresde.[17][18][19][20]
- Hetjens-Museum o Deutsches Keramik-Museum en Düsseldorf, 15 000 piezas.
- Terra-Sigillata-Museum Rheinzabern, Rheinzabern, para la antigua cerámica romana terra sigillata hecha cerca de la ciudad.

### En Irán
- El Museo de Cristalería y Cerámica de Irán, Teherán.[21]

### En Italia
- Museo della Ceramica, en la Galería de imágenes, Savona.[22]
- Museo delle porcellane, en los jardines de Boboli, Florencia.
- Museo Internacional de Cerámica, en Faenza.
- Museo Montelupo de Cerámica Toscana, Montelupo Fiorentino.

### En Japón
- Afirma tener más de 500 museos de cerámica, públicos y privados, incluidos los de Ibaraki, Bizen, Kyoto, Arita ( Kyushu Ceramic Museum ) y Tokio.[23] El Parque de Porcelana Arita es quizás el único parque temático del mundo basado en la cerámica.
- Museo NGK, especializado en cerámica industrial.

### En Corea del Sur
- Museo de cerámica de Gyeonggi, Gwanggju.
- Centro mundial de cerámica de Icheon.[24][25][26]

### En los Países Bajos
- Princessehof Museo de cerámica, Leeuwarden.

### En Portugal
- Museu de Cerâmica, Caldas da Rainha, cerámica portuguesa y otras.
- Museu de Cerâmica de Sacavém, Sacavém.

### En Rusia
- Museo Estatal de Cerámica, Palacio Kuskovo, Moscú, 30 000 piezas, cerámica rusa, francesa y otras de la colección Sheremetev.[27]
- El Hermitage, San Petersburgo : incluye el Museo de la Fábrica Imperial de Porcelana y el famoso servicio de la Rana realizado por Josiah Wedgwood para Catalina la Grande.[28][29]
- Museo de cerámica, Skopin, Óblast de Riazán, cerámica de Skopin.

### En España
- Museu de Ceràmica, en el Museu de les Arts Aplicades, Barcelona
- Museo Nacional de Cerámica y de las Artes Suntuarias González Martí, Valencia, con más de 5000 piezas, producidas principalmente en la región.[30]

### En Suecia
- Museo de porcelana de Gustavsberg (Gustavsberg, Estocolmo), la historia de la fábrica de porcelana de Gustavsberg.[31]

### En Taiwán
- Taipéi Condado Yingge Museo de Cerámica

### En Tailandia
- El Museo de Cerámica del Sudeste Asiático, Bangkok, abrió en 2005, 2000 piezas de cerámica de Tailandia y países vecinos.

### En Ucrania
- Museo de cerámica, uk, Óblast de Vínnitsa.[32]
- Folk Museo de cerámica, Opyshnia, Óblast de Poltava.

### En el Reino Unido
- Colección de cerámica de la Universidad de Aberystwyth.
- Coalport China Museum, principalmente Coalport China Museum.
- Gladstone Pottery Museum, museo de cerámica en funcionamiento.
- Museo de azulejos de Jackfield.
- Museo de Royal Worcester, en la antigua fábrica de Royal Worcester.
- Percival David Foundation of Chinese Art, Bloomsbury, Londres. 1400 piezas de porcelana china clásica de los siglos X al XVIII.
- Potteries Museum & Art Gallery, principalmente cerámica de Staffordshire.
- Museo Spode, para Spode.
- Museo Wedgwood.

### En los Estados Unidos
- Museo Americano de Arte Cerámico (Pomona, California), 7000 piezas.[33]
- Museo de Cerámica (East Liverpool, Ohio), 4000 principalmente cerámica de Ohio.[34]
- Museo Internacional de Arte Cerámico Schein-Joseph, Alfred, Nueva York, 8000 piezas, incluyendo vidrio.
- Sparta Teapot Museum, Sparta, Carolina del Norte. Recién abierto, con 6000 teteras.

## Otras lecturas
- La guía de Viaje de un Artista a los Museos de Cerámica de Europa: Con Dibujos de Línea Reprodujeron del Autor Sketchbooks, Alexandra Copeland, Guías de Viaje de los Artistas, 1999, ISBN, cubiertas encima 120 museos en 19 países.